# Klein Begijnhof Gent
Het Begijnhof Ter Hoye, voluit Begijnhof Onze-Lieve-Vrouw Ter Hoye Gent, is een begijnhof in de Belgische stad Gent. Het begijnhof staat ook bekend als het Klein Begijnhof. Het begijnhof en de kerk Onze-Lieve-Vrouw ter Hoyekerk hebben hun naam van een weiland dat men in de vroege middeleeuwen de ''Groene Hoye'' noemde. In de stad ligt ook het Groot Begijnhof Sint-Elisabeth en in de Gentse deelgemeente Sint-Amandsberg het Groot Begijnhof Sint-Amandsberg.

## Ligging
Het Gentse Klein Begijnhof ligt in de Lange Violettestraat, oneven nummers tussen 77 (79) en 273 (277).
Vanuit de Lange Violettestraat is naast de toegangspoort enkel een deel van de westelijke begijnhofmuur te zien. De rest van het begijnhof ligt verborgen achter de Rijbaan Adjudant Van Vletingen (sinds de restauratie van eind van de 20e eeuw beter bekend als de Arena Van Vletingen) dat in de plaats kwam van het vroegere Pesthuis Sint-Macharius.
De oostkant van het begijnhof grenst aan de Nederschelde, dit is de toenmalige hoofdarm van de Schelde die bochtig uit het centrum van Gent kwam, in 1751 rechtgetrokken is en ondertussen Achtervisserij wordt genoemd. Aan de zuidzijde werd het begijnhof vanaf de stichting begrensd door de derde stadsomwalling.
In het begijnhof liggen de Onze-Lieve-Vrouw ter Hoyekerk (1658, met barokke voorgevel uit 1720) en de weide (voorheen kerkhof) centraal. Hier rondom liggen enkele kapellen, en de nog resterende ingemetselde staties van de kruisweg uit 1621. Het huis van de grootjuffer (1738) ligt in de zuidoostelijke hoek. Behalve zeven conventen bevat het begijnhof een kleine honderd individuele huizen: ooit werd het begijnhof door een driehonderdtal begijnen bewoond. In de kerk Onze-Lieve-Vrouw Presentatie hangt De fontein des levens van Lucas II Horenbout, de kleinzoon van de bekendere Gerard Horenbout. .
|  |  |  |

## Geschiedenis

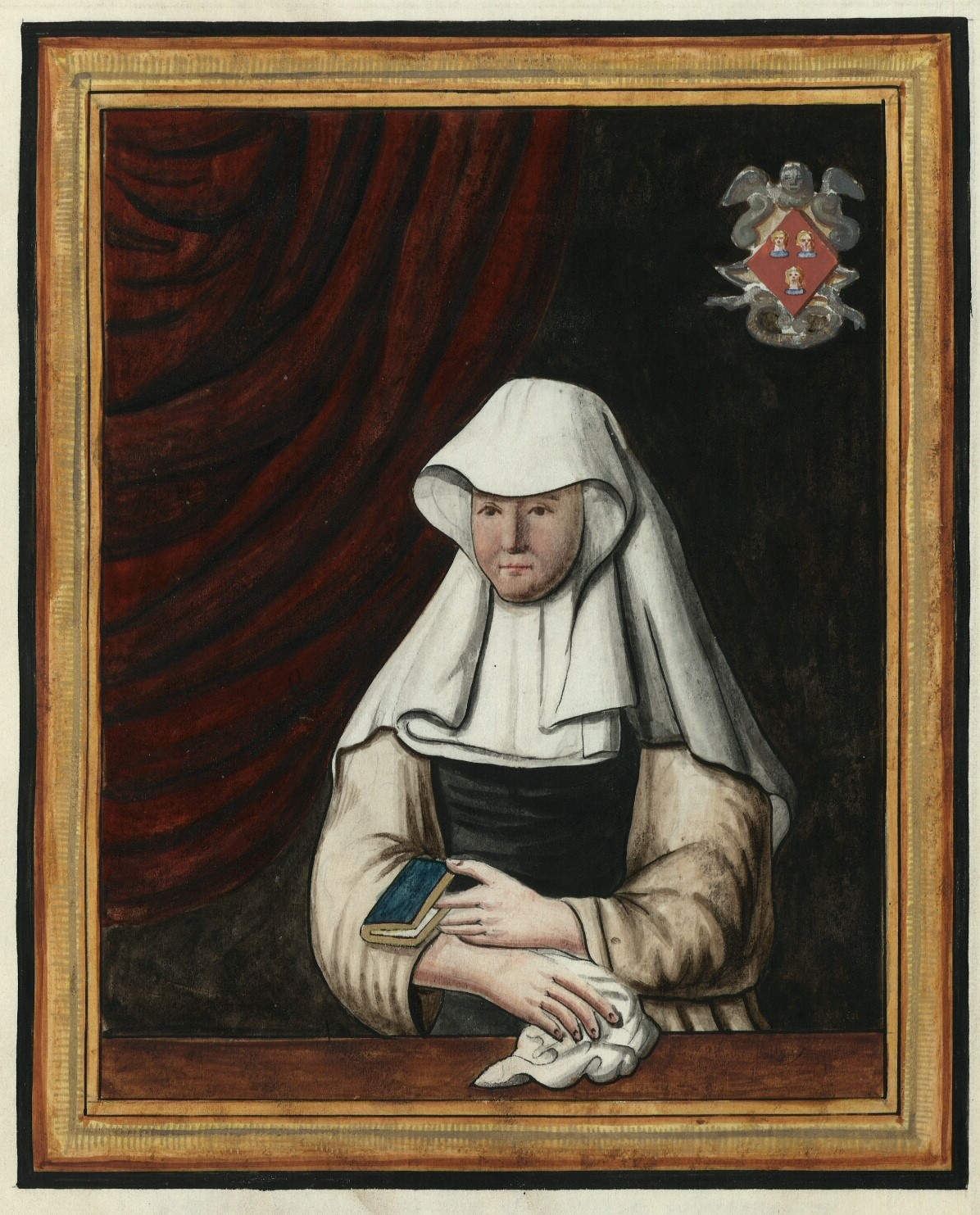
Gentse begijn. Fragment uit een manuscript van het begijnhof Sint Aubertus (Poortacker) te Gent. Gemaakt ca. 1840.

Het begijnhof ter Hoye werd in 1234 door Johanna van Constantinopel, de gravin van Vlaanderen, gesticht na het groot begijnhof. De ommuring van de zuid- en westzijde van het begijnhof was in 1281 voltooid. Tegen het einde van de 14e eeuw onder Margaretha van Vlaanderen verwierf het begijnhof parochiale rechten.

### 17e en 18e eeuw
Vanaf omstreeks 1600 werden de houten huizen systematisch vervangen door stenen huizen. De belangrijkste gebouwen van het begijnhof, waaronder de kerk, dateren uit de 17e eeuw. Het begijnhof ontwikkelde zich tot een bedevaartsoord voor de heilige Godelieve, waarvoor in 1638 de Sint-Godelievekapel gebouwd werd (verbouwd in 1723 en 1750). In 1655 werd de ziekenzaal gebouwd (ingrijpend verbouwd in 1782). De Heilig Grafkapel dateert uit 1662.

## Galerij

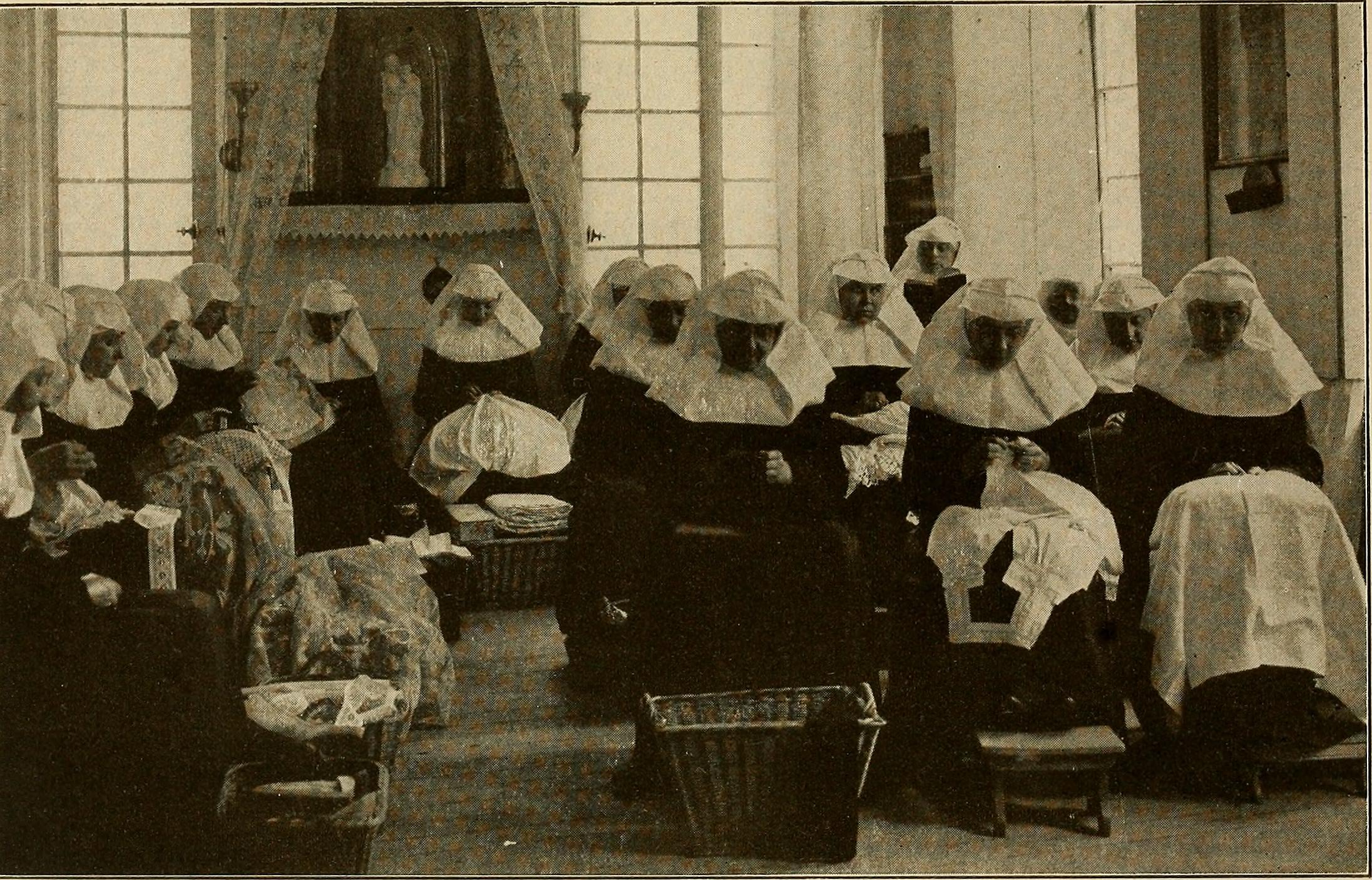
Begijnen in Gent (1915)
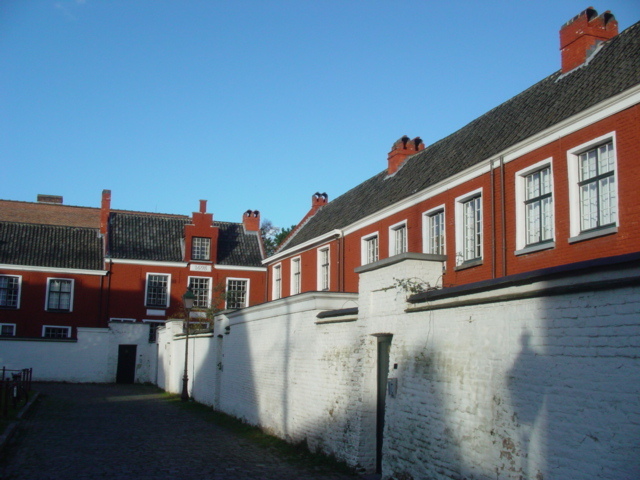
Begijnenhuisjes van het eind van de 17e eeuw. De meeste huisjes werden in ossenbloed geschilderd. Deze huisjes (nrs. 133 tot 141) behoorden tot de tweede fase van de restauratie
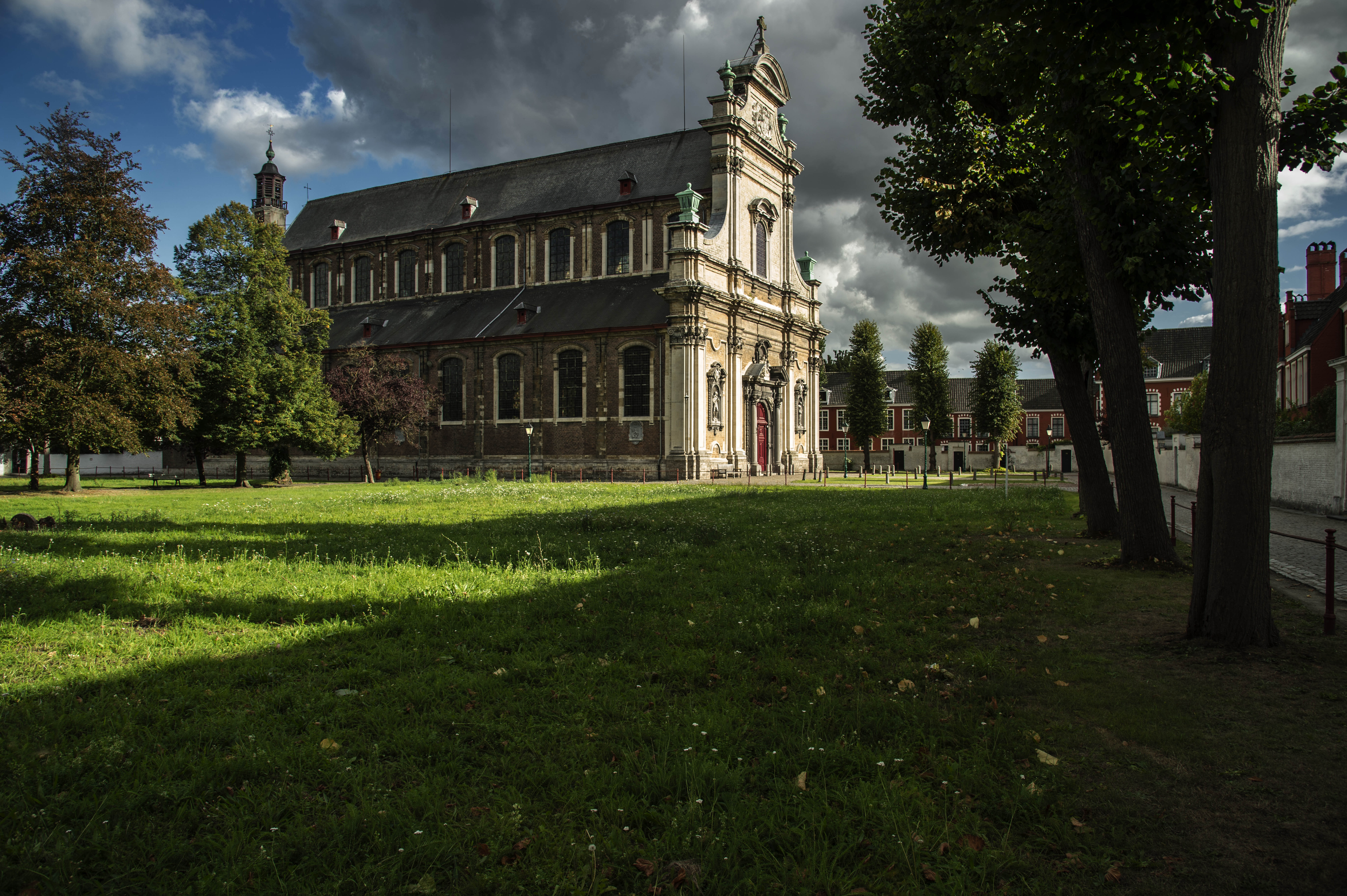
Onze-Lieve-Vrouw ter Hoyekerk en het centrale plein van het begijnhof
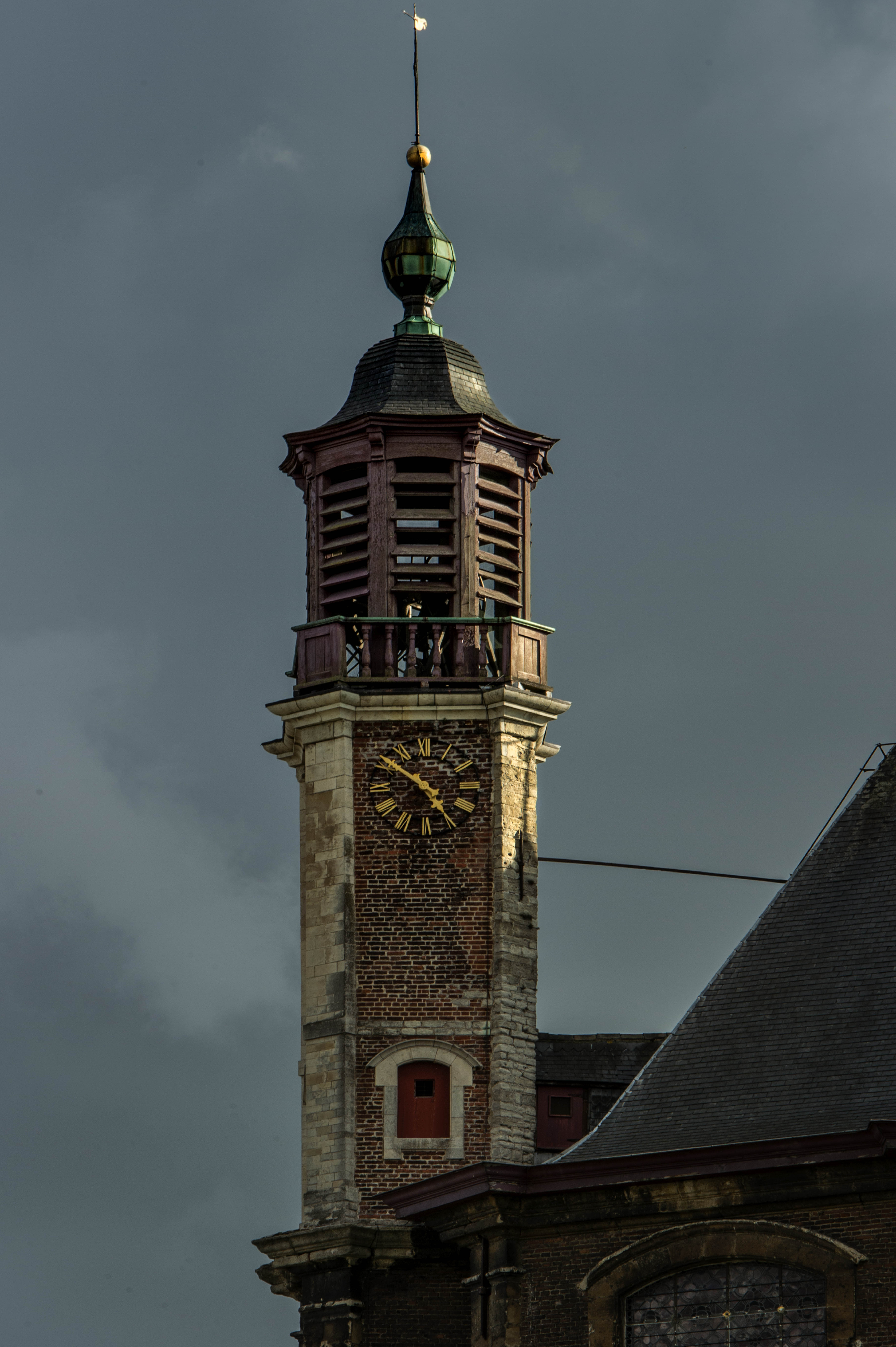
Klokkentorentje van de Onze-Lieve-Vrouw ter Hoyekerk
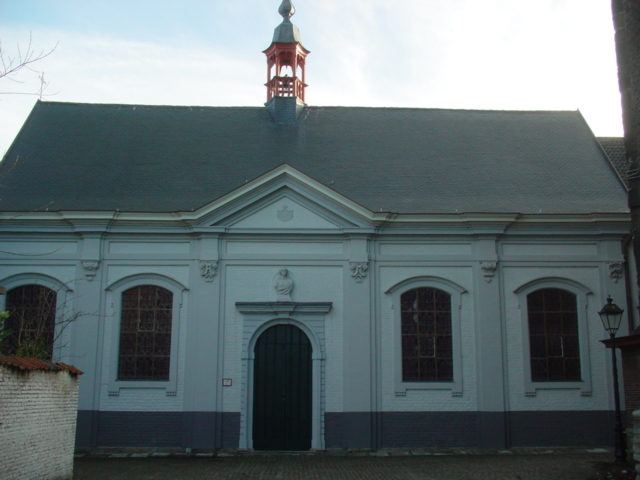
Sint-Godelievekapel, met gevel uit 1723. De restauratie van deze kapel was de derde fase van de restauratie die op het eind van de 20e eeuw aangevat werd

### Van de Franse bezetting tot 1988
Door de antireligieuze bepalingen tijdens de Franse bezetting kwam het begijnhof onder wereldlijk bestuur (Commissie der Burgerlijke Godshuizen). In deze tijd werd het oude poortgebouw onder leiding van architect Pierre De Broe afgebroken en vervangen. De stijl van het nieuwe poortgebouw wordt met enige vorm van overstatement neoclassicistisch genoemd. Het begijnhof bleef al bij al relatief gespaard, en kwam reeds in 1862 in handen van de hertog van Arenberg, die zich tot doel had gesteld het begijnhof opnieuw volledig door begijnen te laten bewonen.
Tot 1880 vonden nog verschillende verbouwingen plaats, vooral gevels.
Doordat de Hertog van Arenberg een Duitser was, werden zijn bezittingen na de Eerste Wereldoorlog aangeslagen. Om de functie van begijnhof te vrijwaren werd de vzw O.-L.-Vrouw ter Hoye opgericht, die het begijnhof in 1925 verwierf.
In 1964 werd het begijnhof beschermd als monument en als landschappen. Ondertussen was het bouwen en verbouwen in het begijnhof al geruime tijd zo goed als stilgevallen. Het enige werk van betekenis was de restauratie van de Heilig Grafkapel in het begin van de jaren 1980.
Naar het eind van de 20e eeuw liep het aantal begijnen bovendien sterk terug, zodat de raad van beheer van de vzw zich stilaan meer om de toestand en (her)bestemming van de gebouwen moest gaan bekommeren, dan om het wel en wee van de paar overgebleven begijnen. 1988 was een keerpunt omdat dan een grondig vernieuwde raad van beheer aantrad, die zich vooral tot doel stelde een verdere verloedering van de gebouwen tegen te gaan.

## Restauratiecampagne eind 20e - begin 21e eeuw
In de jaren 1989 - 1990 onderhandelde de vernieuwde raad van bestuur van vzw Onze-Lieve-Vrouw Ter Hoye met verscheidene projectontwikkelaars voor een herbestemming van het begijnhof. Hieruit kwam geen werkbaar voorstel, zodat de vzw in 1990 besliste de restauratie toe te vertrouwen aan het bureau van ingenieur G. Derveaux. Dit bureau voltooide tegen eind 1991 een haalbaarheidsstudie die een restauratie in 10 fasen voorzag, gespreid over zo'n 16 jaar. De eerste fase werd gestart in 1994. Om de omvangrijke restauratiecampagne betaalbaar te maken, werd een erfpacht-regeling ingesteld.
In 1998 werd het begijnhof, samen met twaalf andere Vlaamse begijnhoven, door de UNESCO erkend als werelderfgoed.

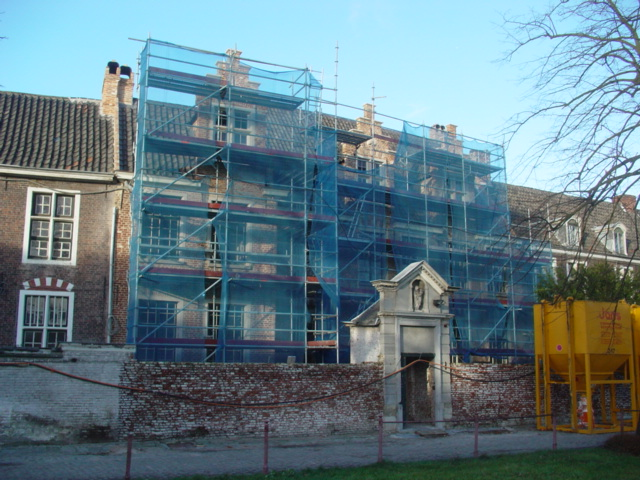
Nr. 193 valt in de vierde fase van de restauratie (2002)
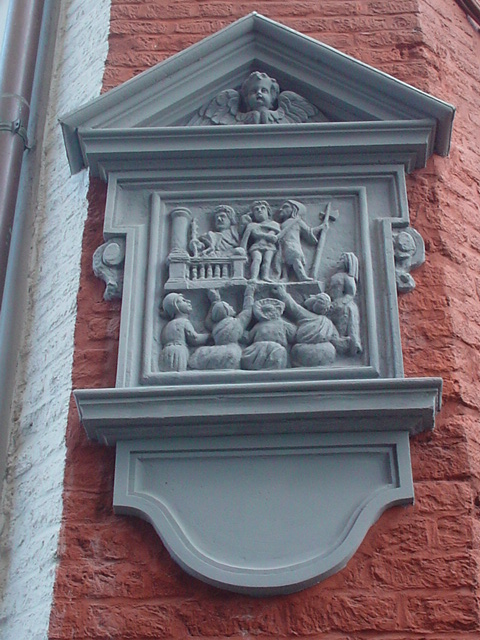
"Ecce Homo"-statie van de kruisweg op de hoek van de Sint-Godelieve-kapel, gerestaureerd in de 3e fase
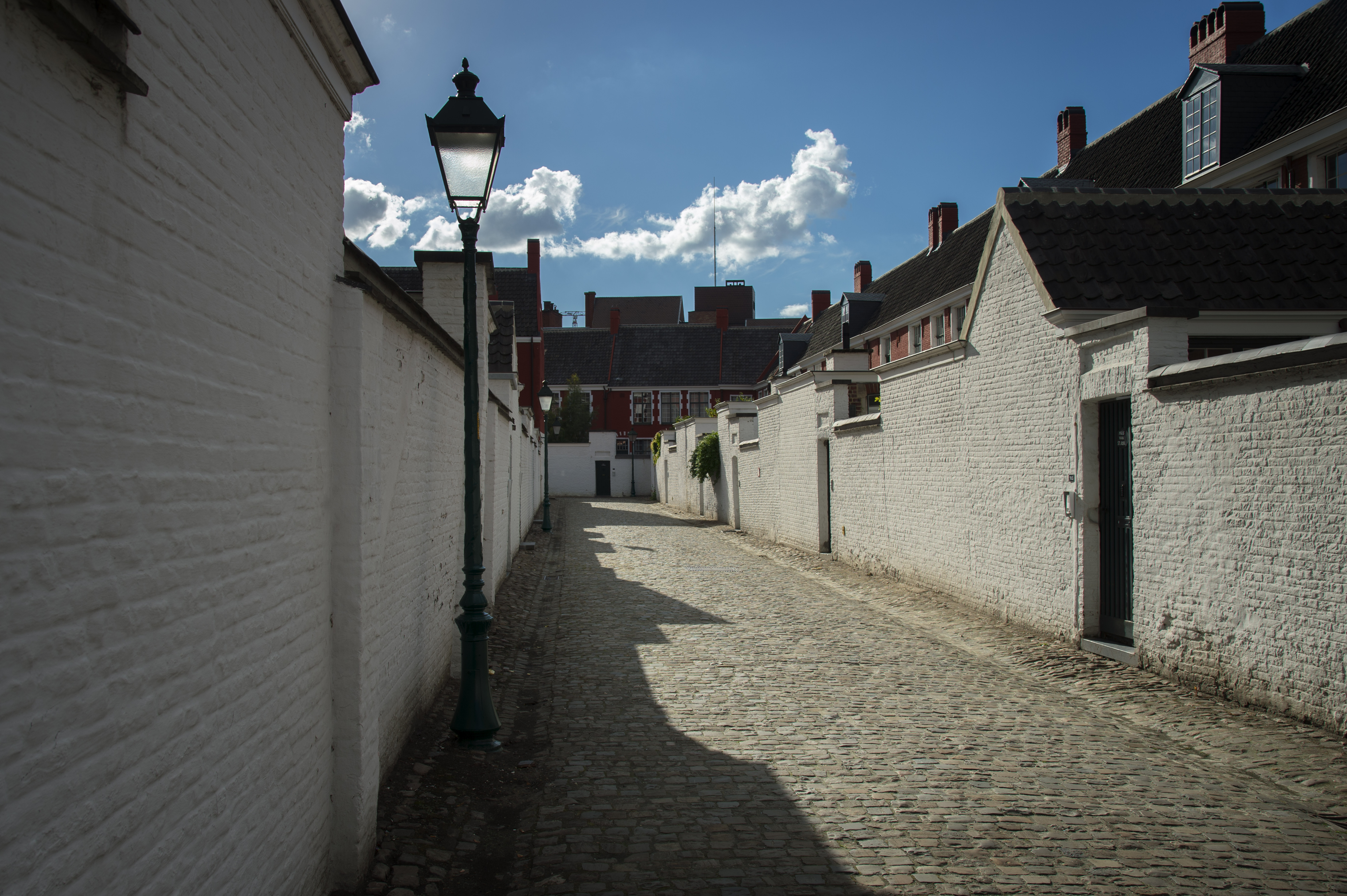
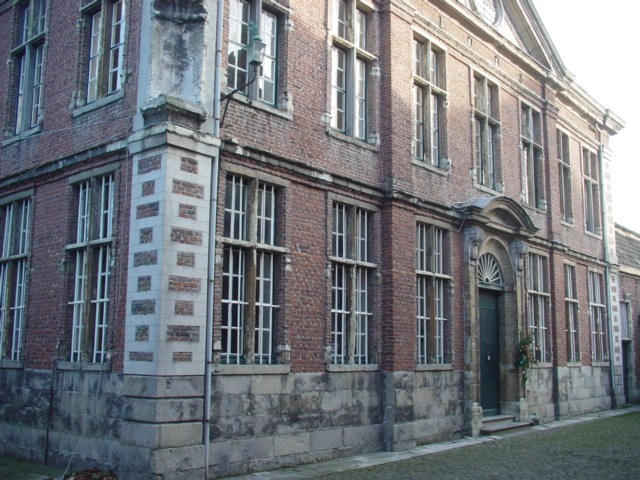
Groothuis wachtend op restauratie (10e en laatste fase, voorzien tegen 2010)

## Gebruik van het begijnhof in de 21e eeuw
In januari 2005 overleed Hermina Hoogewijs, het laatste begijntje dat nog in het Klein Begijnhof woonde. Drie jaar later, in 2008, overleed Marcella Van Hoecke, de laatste begijn van het Begijnhof. Zij verbleef echter al sinds 1994 in Rust-en Verzorgingstehuis Avondvrede.
Als een van de best bewaarde begijnhoven van vóór de Franse Revolutie, blijft het Klein Begijnhof een toeristische trekpleister.
De Kerk en de kapellen behouden een zekere religieuze functie. De huisjes doen vooral dienst als woonst.
Voor enkele conventen zijn er andere functies, zo stelt de vzw Nucleo vanaf 2001 in het Begga-convent (Nr. 239) en vanaf enkele jaren later ook in de infirmerie (Nr. 237) ateliers en tentoonstellingsruimten ter beschikking van lokale kunstenaars. Onder andere het cabaret-duo Kommil Foo repeteerde hier enige tijd.

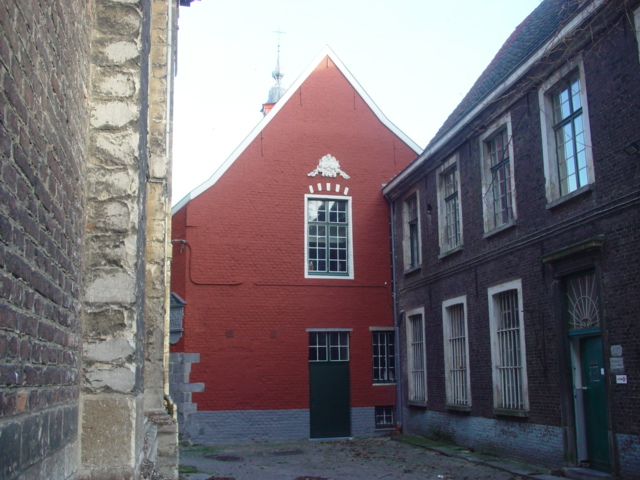
Westgevel van de Sint-Godelievekapel, met rechts daarvan de toegang tot de infirmerie, sinds 2003 in gebruik door vzw Nucleo
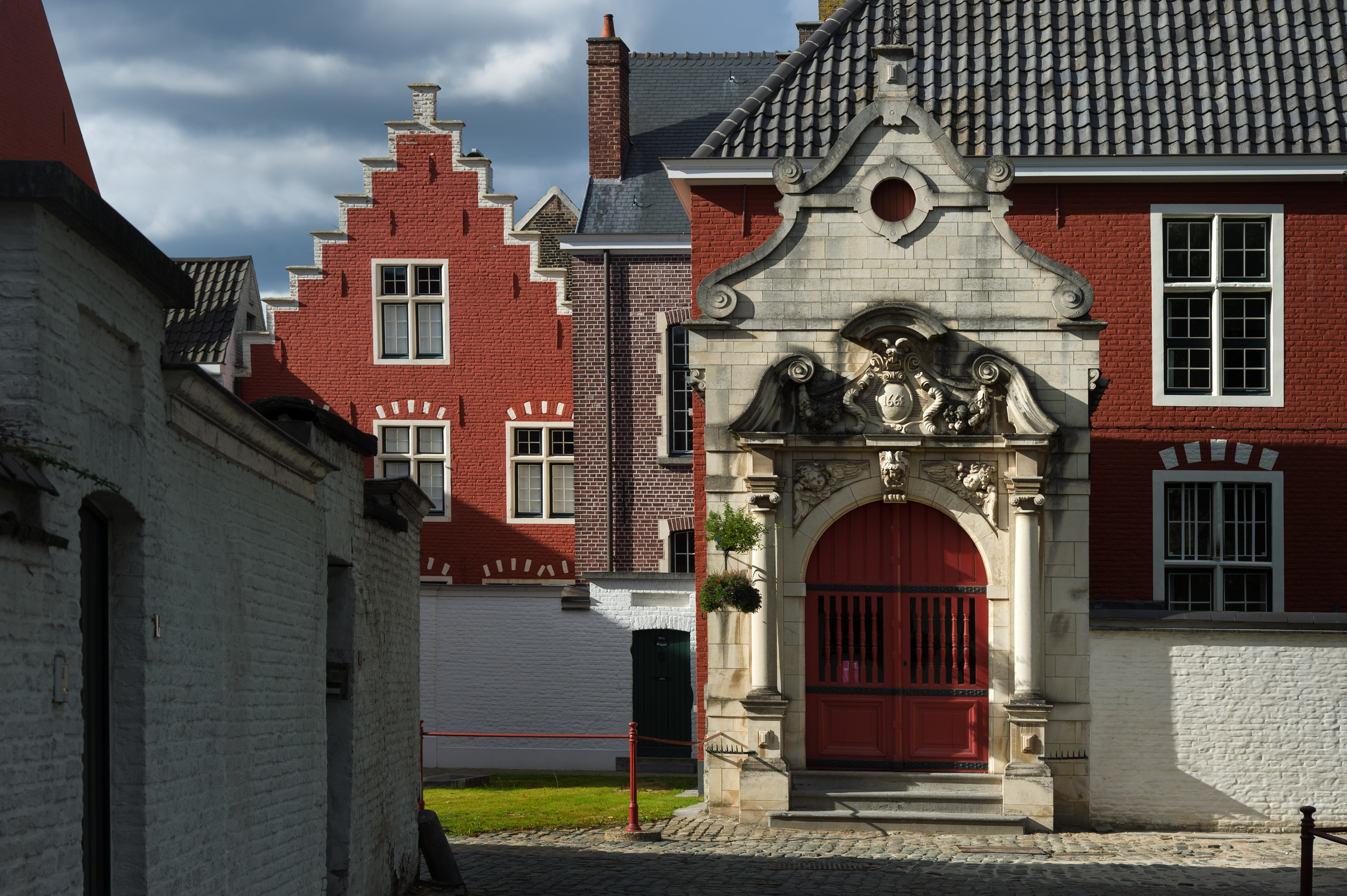
De Heilig Grafkapel.
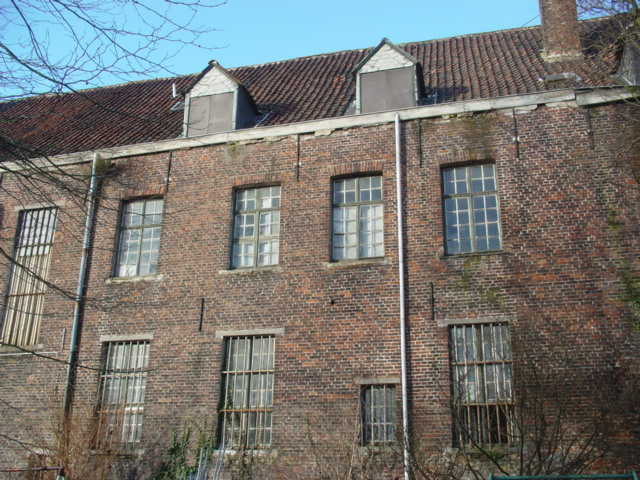
Zuidgevel van het Beggaconvent

## Hoyetoren
De restanten van een vestingtoren-hoektoren, de Hoyetoren, en een stukje vestingmuur staan in de zuidoostelijke hoek van het Klein Begijnhof, achter de toegangspoort tussen het Groothuis en de Sint-Godelievekapel en dicht bij de oever. Circa zes à zeven meter hoog, zwaar overgroeid, maar toch zichtbaar vanaf het wandelpad aan de overkant van de Nederschelde (hier ondertussen Achtervisserij genoemd).
Het zijn resten van de oude vestingwal rond Gent uit ca. 1300, toen de stad zich in zuidoostelijke richting uitbreidde langs de handelsweg van Brugge naar Keulen. De Vijfwindgatenpoort samen met de Vijfwindgatenbrug – op de kruising van de huidige Lange Violettestraat en de Vijfwindgatenstraat – maakte deel uit van deze omwalling. Door de snel daarop volgende bouw (1378-84) van een nieuwe fortificatielijn - de Keizersvest met de Keyzer- of Brusselsepoort en de Sint Lievenspoort - verloor de Vijfwindgatenwal ras zijn militaire betekenis en raakt hij eind 16e eeuw al in verval. In de 18e eeuw werd de ommanteling van Lediaanse zandsteen van de Hoyetoren weggehaald en gerecycleerd bij de restauratie van de begijnhofkerk.

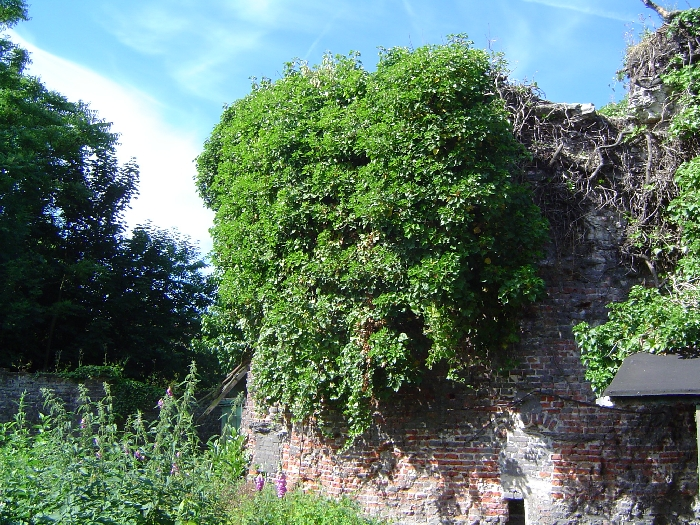
Hoye Toren
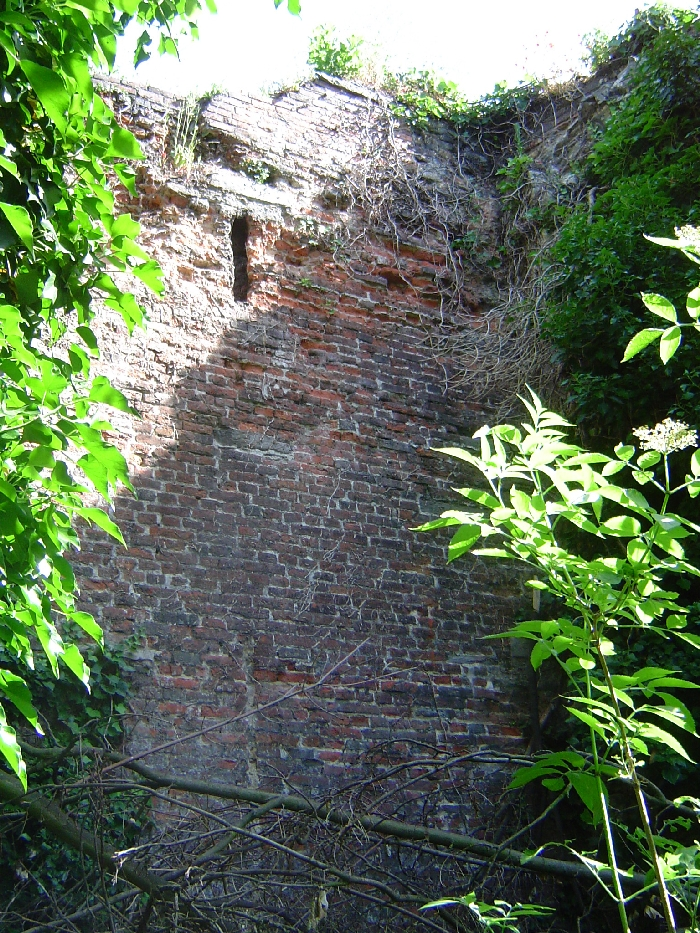
Hoye Toren muur
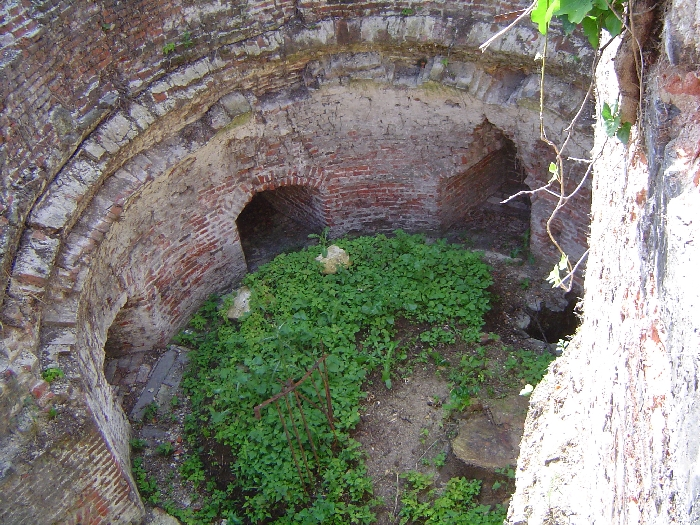
Hoye Toren binnenkant